# Kosmos 2050
Kosmos 2050, sovjetski satelit sustava upozorenja o raketnom napadu iz programa Kosmos. Vrste je Oko (US-K; Oko br. 6049).
Lansiran je 23. studenoga 1989. godine u 20:35 s kozmodroma Pljesecka, s mjesta 16/2. Lansiran je u visoku orbitu oko planeta Zemlje raketom nosačem Molnija-M 8K78M Blok 2BL. Orbita mu je 611 km u perigeju i 39.751 km u apogeju. Orbitna inklinacija mu je 63,02°. Spacetrackov kataloški broj je 20330. COSPARova oznaka je 1989-091A. Zemlju obilazi u 717,92 minute. Bio je mase 1900 kg.
Preostali dijelovi iz misije vratili su se u atmosferu iz niske orbite, a blok 2BL ostao je kružiti u visokoj orbiti.

## Vanjske poveznice
- N2YO.com Search Satellite Database (engl.)
- Celes Trak SATCAT Format Documentation (engl.)